# Saint-Antoine-du-Queyret
Saint-Antoine-du-Queyret település Franciaországban, Gironde megyében. Lakosainak száma 60 fő (2022. január 1.). Saint-Antoine-du-Queyret Doulezon, Soussac, Listrac-de-Durèze, Mauriac, Pellegrue, Ruch és Sainte-Radegonde községekkel határos.

## Népesség
A település népessége az elmúlt években az alábbi módon változott:
| Lakosok száma | 122  | 100  | 92   | 91   | 74   | 68   | 59   | 56   | 55   | 60   |
|               | 1968 | 1982 | 1990 | 2006 | 2013 | 2015 | 2017 | 2019 | 2020 | 2022 |